# Leonid Pasternak

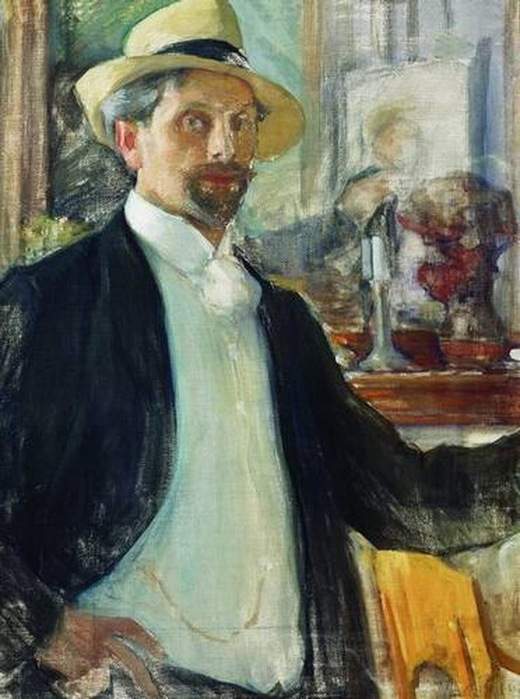
Zelfportret, 1908

Leonid Osipovitsj Pasternak (Russisch: Леони́д О́сипович Пастерна́к) (Odessa, 4 april 1862 - Oxford, 31 mei 1945) was een Joods-Russisch kunstschilder. Hij was de vader van schrijver-dichter Boris Pasternak.

## Leven en werk
Pasternak was de zoon van een Joodse herbergier, de jongste van zes kinderen, en toonde van kindsbeen af al grote interesse in tekenen en schilderen. Van 1881 tot 1885 studeerde hij aan de medische faculteit van de Universiteit van Moskou, maar nog voor zijn afstuderen switchte hij naar de Academie voor Beeldende Kunsten in München. Daar rondde hij zijn studies in 1887 af, keerde terug naar Rusland en begon een carrière als kunstschilder.
Het eerste schilderij dat hij tentoonstelde werd gekocht door de bekende kunstverzamelaar Pavel Tretjakov. Zijn roem groeide vervolgens snel. Hij werd lid van de Polenov-kring (met onder andere Valentin Serov, Isaak Levitan, Michail Nesterov en Konstantin Korovin), en later ook van de kunstenaarsbewegingen Peredvizjniki (Zwervers) en Mir Iskoesstva (Wereld van de kunst). Zijn vroege werk is nog min of meer realistisch, maar later wordt hij vooral gerekend tot het postimpressionisme. Hij doceerde aan de Keizerlijke Academie voor Schilderkunst, Beeldhouwkunst en Architectuur in Sint-Petersburg.
In 1889 huwde Pasternak met de pianiste Rosa Kaufman, dochter van een Joodse fabriekseigenaar, uit welk huwelijk in 1890 te Moskou Boris Pasternak werd geboren, als oudste van vier kinderen. Pasternak was ook bevriend met schrijver Leo Tolstoj, die hij veelvuldig schilderde op zijn landgoed Jasnaja Poljana en voor wie hij diverse werken illustreerde. Voor zijn illustraties van de roman Oorlog en Vrede kreeg hij een gouden medaille tijdens de Wereldtentoonstelling in 1900 te Parijs.
In 1921 reisde Pasternak voor een oogoperatie met zijn vrouw naar Berlijn en besloot daar uiteindelijk te blijven, zijn zoons Boris en Alexander in Rusland achterlatend. In 1938 vluchtte hij voor de nazi's naar Engeland, waar hij op 31 mei 1945 overleed te Oxford.

## Galerij

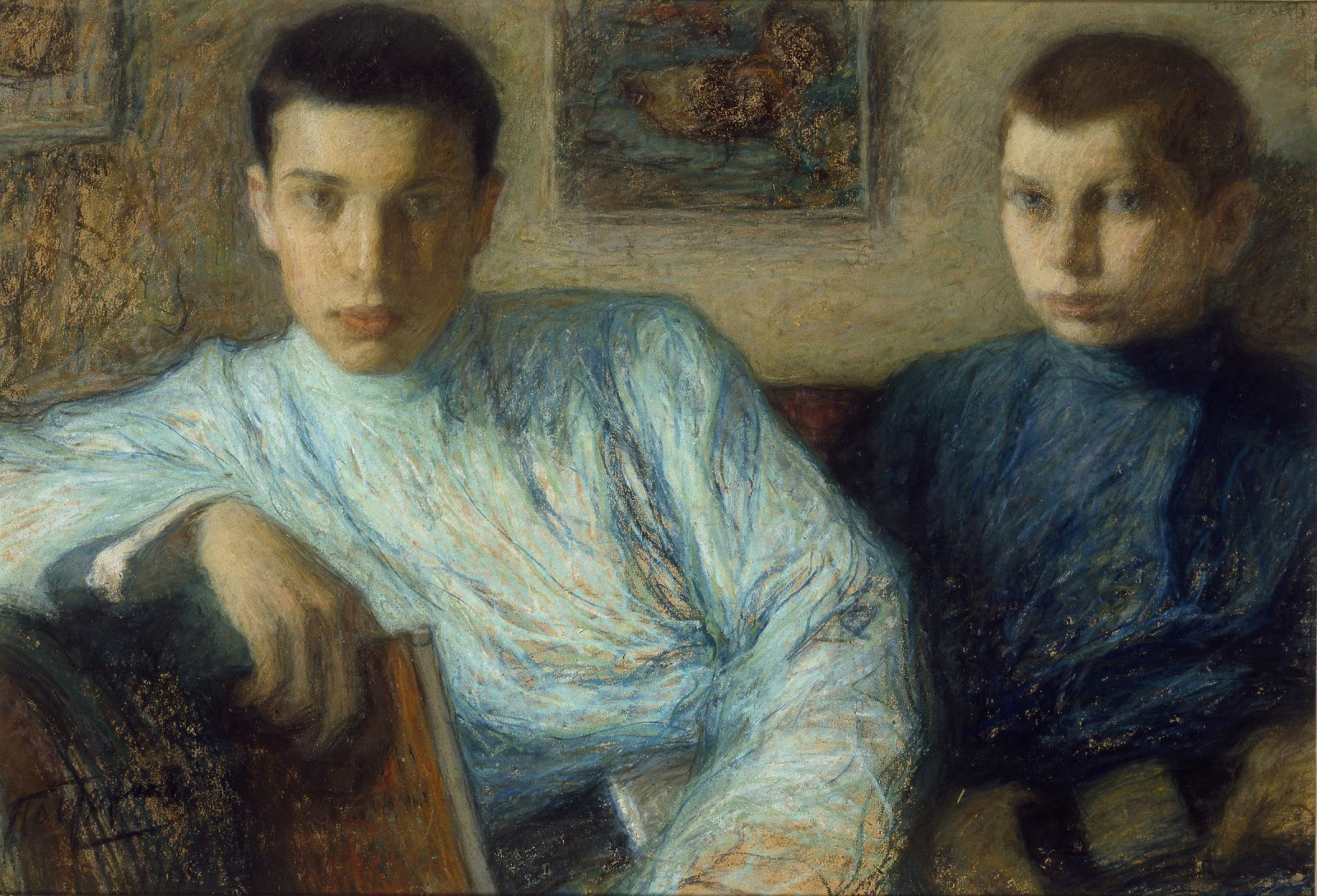
Zonen Boris en Alexander, 1875
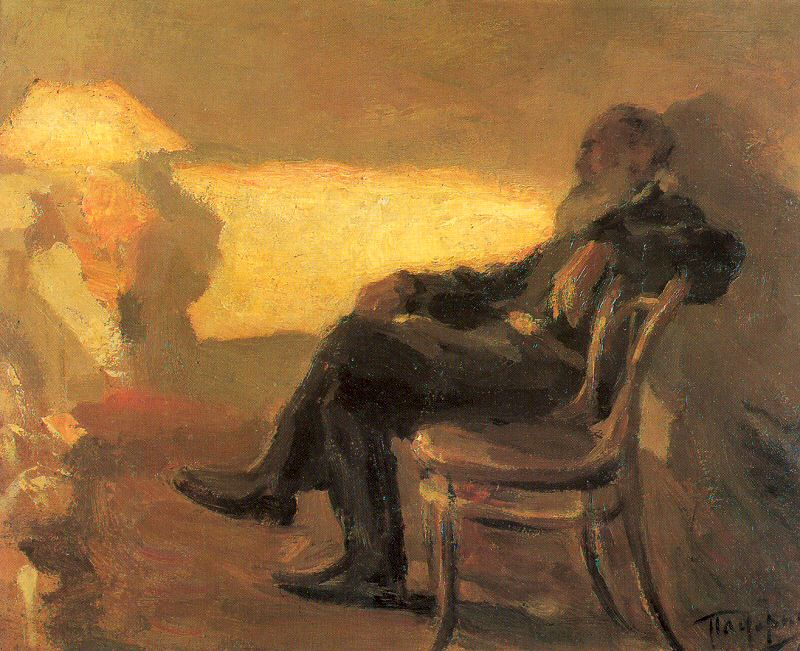
Portret van Leo Tolstoj, 1881
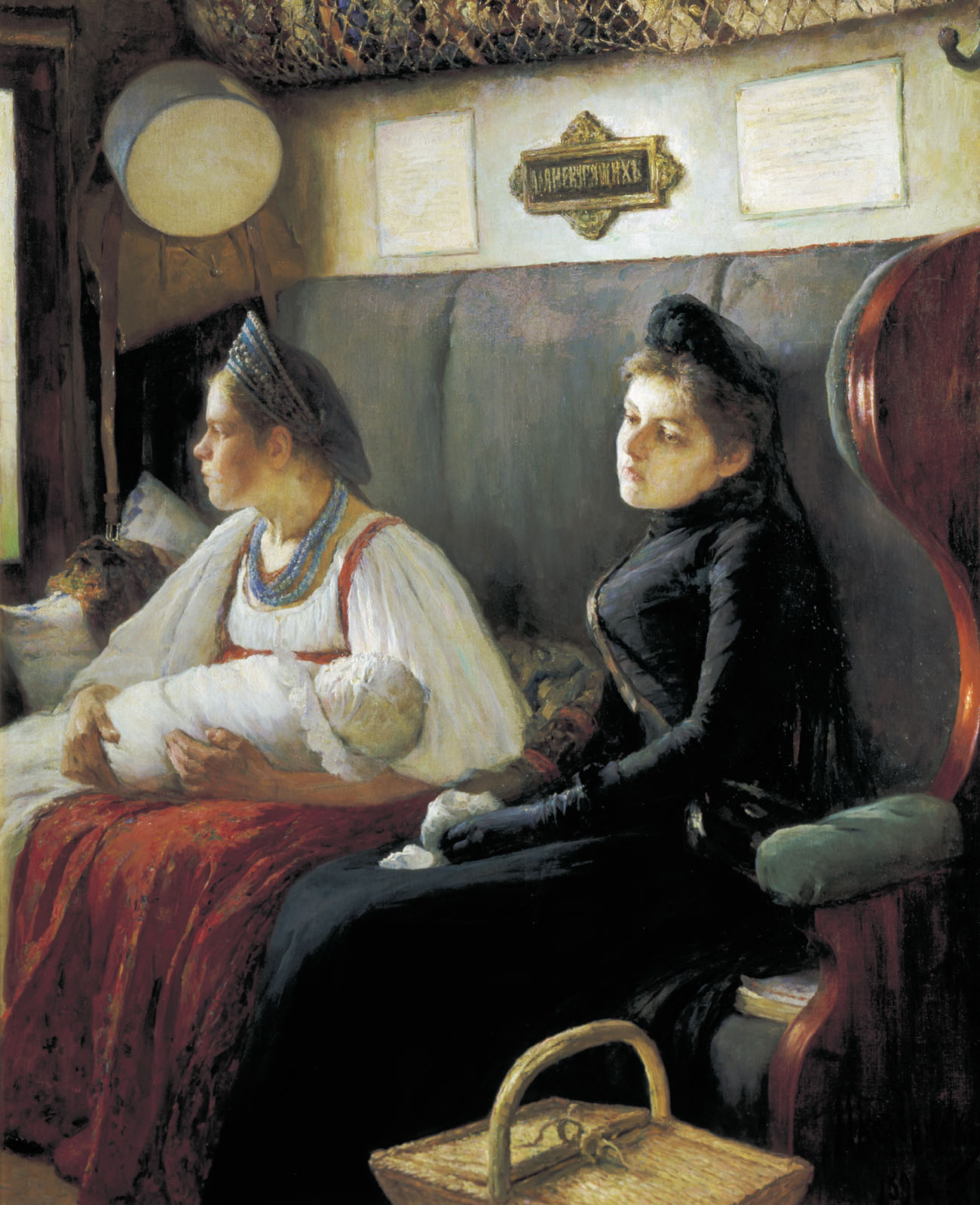
Onderweg in de trein, 1891
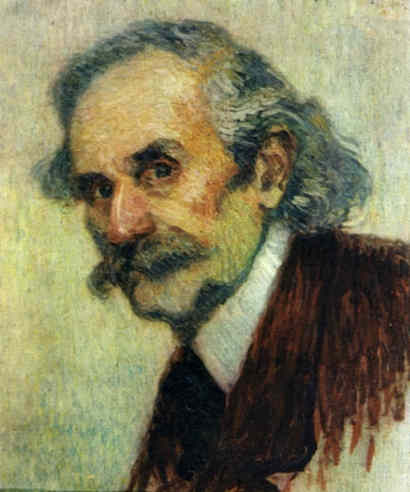
Portret van de componist Vjatseslav Suk, 1898
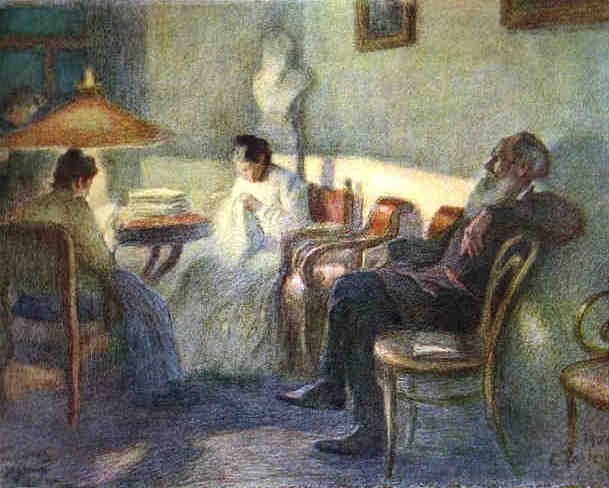
Tolstoj in familiekring, 1902
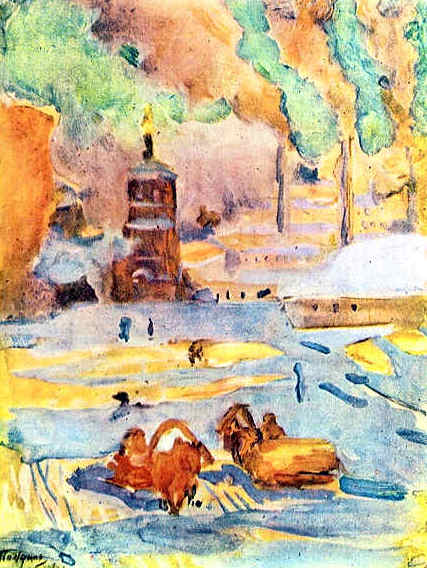
Moskou in de winter, 1912
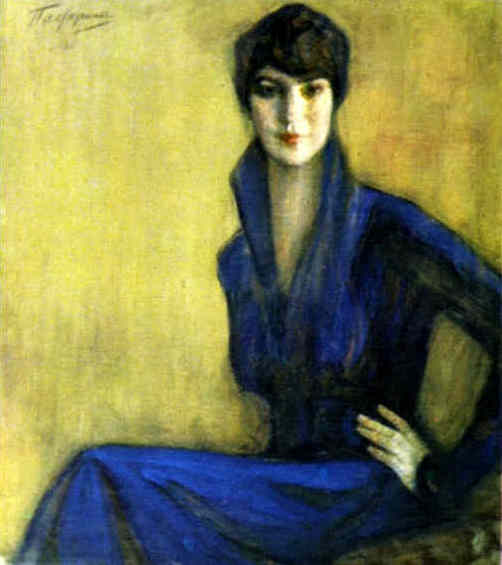
Portret van E. Levina, 1916
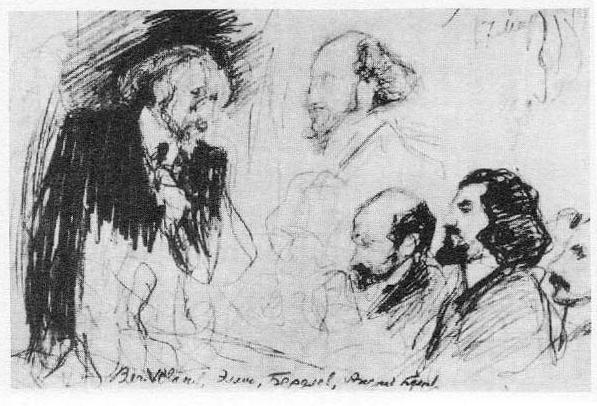
Portretkoppen van Vjatsjeslav Ivanov, Lev Kobilinski-Ellis, Nikolaj Berdjajev, Andrej Bely, 1910
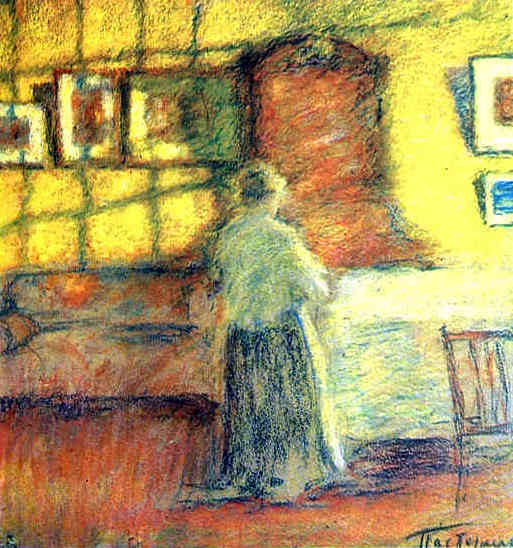
Een zonnestraal
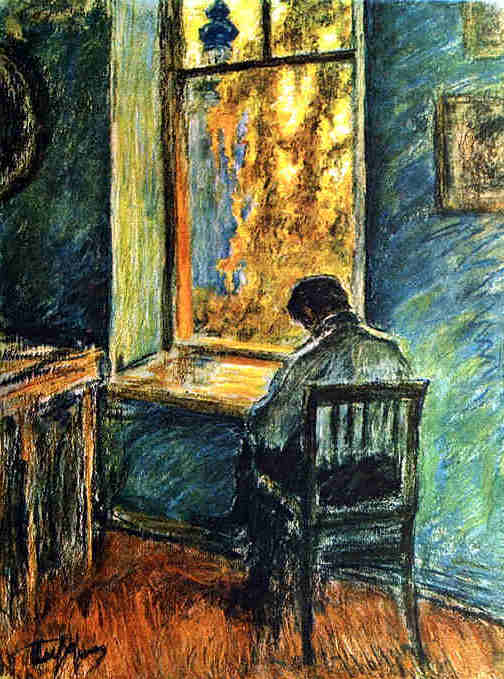
Aan het raam, herfst